# Paadenurme
Paadenurme est un village de 14 habitants de la Commune d'Avinurme du Comté de Viru-Est en Estonie. 